# Luis Espinoza, Tapachula
Luis Espinoza är en ort i Mexiko.   Den ligger i kommunen Tapachula och delstaten Chiapas, i den sydöstra delen av landet, 900 km sydost om huvudstaden Mexico City. Luis Espinoza ligger 11 meter över havet och antalet invånare är 119.
Terrängen runt Luis Espinoza är platt. Runt Luis Espinoza är det ganska tätbefolkat, med 129 invånare per kvadratkilometer. Närmaste större samhälle är Puerto Madero, 10,9 km väster om Luis Espinoza. Omgivningarna runt Luis Espinoza är en mosaik av jordbruksmark och naturlig växtlighet.